# Johann Urb
Johann Urb (né le 24 janvier 1977 à Tallinn, Estonie, alors en URSS) est un acteur estonien et  mannequin. Il a notamment joué dans 2012.

## Biographie
Johann Urb west né à Tallinn en Estonie le 24 janvier 1977 dans la famille de Tarmo et Maris. Quand Johann eut 10 ans, il déménagea en Finlande avec sa mère et son beau-père. Ils vécurent dans plusieurs petites villes jusqu'à s'établir à Tampere. A 17 ans Johann déménagea avec son père à New York où il commença une carrière de mannequin. Il a aussi tenu le rôle de Leon S. Kennedy dans deux films de la série Resident Evil, soit Resident Evil : Retribution 3D en 2012 et Resident Evil : Chapitre final en 2016 aux côtés de Milla Jovovich.

## Filmographie

### Cinéma
- 2001 : Zoolander : Mugatu Bodyguard
- 2003 : Fear of Feathers (court-métrage) : Hunk
- 2006 : All In : Jake
- 2006 : Life Happens (court-métrage) : Jason
- 2007 : Chambre 1408 : Surfer Dude
- 2008 : Sexy à tout prix ! : Johann Wulrich
- 2008 : Strictly Sexual : Joe Santarella
- 2008 : Toxic : Greg
- 2009 : Hired Gun : Ryan Decker
- 2009 : 2012 : Sacha
- 2010 : Toxic
- 2010 : Hard Breakers : Zach
- 2011 : A Little Bit of Heaven de Nicole Kassell : Doug (non-crédité)
- 2011 : Hot Dog Water (court-métrage) : Sexy Guy
- 2011 : Small Gods (court-métrage) : Owen Young
- 2011 : Dorfman (court-métrage) : Jay Cleary
- 2012 : Resident Evil : Retribution 3D :  Leon S. Kennedy
- 2014 : Beautiful Girl : Cannon Balls
- 2015 : Check, Please! (court-métrage) : Vincent Chase
- 2015 : The Last Rescue : Feldgendarm Hans Graf
- 2016 : Resident Evil : Chapitre final :  Leon S. Kennedy
- 2016 : The Perfect Daughter : Nick
- 2017 : Hollywood Dirt : Cole
- 2018 : Tuliliilia : Kaarel
- 2020 : Anti-Life (Breach) de John Suits : Shady

### Télévision
- 2003 : Miss Match : Dave
- 2004 : Les experts: Miami : Brad Tustin
- 2004-2005 : La Famille Carver : Travis Thorson
- 2005 : Le Voyage d'une vie : Fyn Anders
- 2006 : Prescriptions : Vegan Rick
- 2006 : Entourage : Ken
- 2006 : The Minor Accomplishments of Jackie Woodman (en) : Doug
- 2006 : Pour le meilleur et le pire : Greg
- 2007 : Dirt : Johnny Gage
- 2007 : Hidden Palms : Steve
- 2007 : Dash 4 Cash :
- 2008 : Les frères Scott : Nick
- 2008 : A Gunfighter's Pledge : Lars Anderson
- 2008 : Le Retour de K 2000 : Skyler Rand
- 2009 : Eastwick : Will St. David
- 2010 : 100 Questions : Cade
- 2011 : The Glades : Kyle Wheeler
- 2011 : Strictly Sexual: The Series : Joe
- 2011 : Hallelujah : PJ
- 2013 : Les experts: Manhattan : Grant Holliston
- 2013 : Californication : Robbie Mac
- 2013 : Les Griffin :
- 2014 : N.C.I.S.: Enquêtes spéciales : Sergent Burt Moore
- 2015 : Agent X (en) : Dante Kane
- 2016 : Royal Pains : Dr. Hans deGroot
- 2017 : Arrow : Vincent Sobel / Vigilante